# Как Майк
«Как Майк» (англ.  Like Mike) — семейный фильм, производства 20th Century Fox в сотрудничестве с NBA Entertainment, был выпущен в 2003 году. Режиссёр фильма Джон Шульц. Для съёмок в фильме были приглашены звёзды НБА.

## Сюжет
Четырнадцатилетний Кэлвин Кэмбридж (Bow Wow) живёт в приюте и мечтает стать известным игроком в баскетбол. Но есть одна проблема: Кэлвин, как говорится, «не вышел ростом». Однако мальчик продолжает надеяться, что его мечта осуществится. Однажды к нему в руки попадает пара старых кроссовок, на которой ещё видны почти стёршиеся инициалы М.J.
Кэлвин решает, что эти кроссовки принадлежали раньше известному игроку и легенде баскетбола Майклу Джордану, а вскоре ему предоставляется случай убедиться, что эта старая пара является по-настоящему волшебной. Надев кроссовки на ноги, Кэвин может делать огромные тридцатифутовые прыжки.
Конечно, такая волшебная способность позволяет мальчику наконец-то осуществить свою мечту и стать популярным баскетболистом, собирающем стадионы изумленных, восторженных зрителей.

## Актёрский состав
| Актёр              | Роль                              |
| ------------------ | --------------------------------- |
| Bow Wow            | Кэлвин Кэмбридж                   |
| Моррис Честнат     | Tracy Reynolds                    |
| Джонатан Липники   | Murph                             |
| Бренда Сонг        | Reg Stevens                       |
| Джесси Племонс     | Ox                                |
| Julius Ritter      | Marlon (as Julius Charles Ritter) |
| Криспин Гловер     | Stan Bittleman                    |
| Энн Мира           | Sister Theresa                    |
| Роберт Форстер     | Coach Wagner                      |
| Юджин Леви         | Frank Bernard                     |
| Roger W. Morrissey | Marvin Joad (as Roger Morrissey)  |
| Timon Kyle         | Хендерсон                         |
| Stephen Thompson   | Смит                              |
| Alex Krilov        | Krilov                            |
| David Brown        | Джонс                             |
| Аллен Айверсон     | камео                             |
| Рик Дукомман       | папаша за пределами Арены         |
| Джейсон Кидд       | камео                             |
| Алонзо Моурнинг    | камео                             |
| Пенни Хардуэй      | камео                             |
| Дирк Новицки       | камео                             |
| Стив Нэш           | камео                             |
| Крис Уэббер        | камео                             |
| Гэри Пэйтон        | камео                             |
| Винс Картер        | камео                             |

## Кассовые сборы
Бюджет — $30,000,000
Первая неделя сборов:
- $12,179,420 (США) (7 июля 2002) (2,410 кинотеатров)
- £246,169 (Англия) (15 декабря 2002) (279 кинотеатров)
- $10,326 (Аргентина) (28 января 2003) (22 кинотеатра)
- €174,608 (Испания) (22 декабря 2002) (225 кинотеатров)

## Слоган
- «Думай как Майк, добивайся как Майк, будь как Майк».